# Lloyd Gaston
Lloyd Henry Gaston (2 de diciembre de 1929 - 24 de septiembre de 2006) fue un teólogo, erudito bíblico, profesor asociado y Profesor emérito del Nuevo Testamento en la Escuela de Teología de Vancouver. También fue presidente de la Sociedad Canadiense de Estudios Bíblicos y pastor de la Primera Iglesia Presbiteriana (Edmonton).

## Biografía
Gaston nació en Morgantown, West Virginia. Gaston se graduó de la Escuela Horace Mann en la ciudad de Nueva York. En Dartmouth se especializó en filosofía y fue miembro de Delta Upsilon Fraternity. Se graduó de Phi Beta Kappa en 1952 después de tomarse un año libre para estudiar en Francia y Suiza.
Sirvió dos años en el Ejército de EE. UU. Y luego realizó estudios de posgrado en la Universidad de Basilea, Suiza. Lloyd pasó dos años como pastor presbiteriano en Nueva Jersey antes de comenzar una carrera académica de 40 años en Macalester College en St. Paul, Minnesota. Después de 10 años allí, llegó a la Escuela de Teología de Vancouver (Columbia Británica), donde se convirtió en profesor del Nuevo Testamento. Una vez comentó que su experiencia en Dartmouth fue más influyente cuando comenzó su propia carrera docente. 
La esposa se llama Suzanne, sus hijos Johannes, Thomas Christopher y tuvo cuatro nietos. Lloyd H. Gaston, Jr., murió el 24 de septiembre de 2006.

## Trabajo académico
Desde 1973 fue profesor visitante del Nuevo Testamento en el Seminario Teológico Unido de las Ciudades Gemelas y de 1973 a 1978 fue profesor asociado del Nuevo Testamento hasta su retiro en 1995. Desde 1978 hasta su jubilación en 1996, L. Gaston fue profesor de Nuevo Testamento en la Escuela de Teología de Vancouver. Luego de su retiro en 1995 fue nombrado emérito, y continuo enseñando en Vancouver School of Theology.

### Contribuciones
Gaston propone que la Torá se convertiría en un problema para evangelizar a los Gentiles.

## Obras
- Lloyd Gaston (1987). Paul and the Torah. Vancouver: University of British Columbia Press. ISBN 9780774803755. OCLC 16713018.
- Lloyd Gaston (1970). No stone on another; studies in the significance of the fall of Jerusalem in the synoptic gospels. Supplements to Novum Testamentum. Vol. 23. Leiden: Brill. OCLC 100648.
- Lloyd Gaston (1973). Horae synopticae electronicae; word statistics of the Synoptic Gospels. Sources for biblical study. Vol. 3. Missoula, Mont.: Society of Biblical Literature. ISBN 9780884140238. OCLC 947637.
- Lloyd Gaston (1996). Jesus and Paul after Auschwitz: a lecture. Occasional paper (Vancouver School of Theology). Vol. 5. Vancouver School of Theology. ISBN 9781895018080. OCLC 35969916.
- Lloyd Gaston (1987). Paul and the law: the apostle to the gentiles and the torah of Israel. OCLC 233686330.
- Lloyd Gaston (1990). Paul and the Torah: the apostle to the gentiles and the Torah of Israel. Vancouver, BC: Crane Library. OCLC 1033214301.
- Lloyd Gaston (1970). No stone on another. E.J. Brill. OCLC 1056570407.
- Lloyd Gaston (2000). Writings and speech in Israelite and ancient near eastern prophecy. SBL symposium series. Vol. 10. Missoula, Mont: Society of Biblical Literature. ISBN 9780884140238. OCLC 1027564555.
- Lloyd Gaston (2 de mayo de 1995). Jesus and Paul after Auschwitz: [a lecture]. Occasional paper (Vancouver School of Theology). Vol. 5. Vancouver: Vancouver School of Theology. ISBN 9781895018080. OCLC 233996484.
- Lloyd Gaston; James M Lindenberger (1975). Marriage and the Biblical style. Vancouver School of Theology. OCLC 42965615.
- Lloyd Gaston (1984). Legicide and the problem of Christian Old Testament, then and today. OCLC 16841954.
- Lloyd Gaston (1941). The venereal disease control program of the Ohio Department of Health. Ph. D. Yale University. OCLC 42596364.
- Lloyd Gaston (1996). Jesus and Paul after Auschwitz. Occasional paper (Vancouver School of Theology). Vancouver School of Theology. ISBN 9781895018080. OCLC 1016245914.
- Lloyd Gaston. Sermons. OCLC 926203587.
- Lloyd Gaston (1977). Readings in New Testament Greek. Vancouver, B.C.: Vancouver School of Theology. OCLC 43469065.